# Running to the Edge of the World
«Running to the Edge of The World» — сьома пісня із сьомого студійного альбому американського рок-гурту Marilyn Manson The High End of Low. Існує також альтернативна версія композиції, яка увійшла до бонусного диску цього релізу. Хоча трек не випустили синглом, на нього існує відеокліп.

## Відеокліп
10 та 11 вересня Менсон опублікував три світлини з кліпу на своїй сторінці на Myspace. Перші дві фотографії завантажено до фотоальбому «Кадри з майбутнього кліпу». Третю світлину опубліковано у фотоальбомі «Знімки з мого мобільного».
4 листопада о 18:19 за стандартним східним часом відеокліп з'явився на офіційному сайті гурту. Двома днями раніше кілька годин відео мало назву 'test1'.
Режисери кліпу: Мерілін Менсон та Натан «Карма» Кокс, який також зняв відео «Personal Jesus». Більшу частину кліпу Менсон, одягнений у білу сорочку, співає пісню перед камерою, іноді прикриваючи себе шторою. Під час бриджу та аутро він забиває до смерті жінку, роль якої зіграла Келлі Полк. На думку багатьох людей, жертвою зображено Еван Рейчел Вуд, колишню дівчину фронтмена.
Також у кліпі можна помітити посилання на фільм Американський психопат. Сцена, де Менсон в одній рукавиці робить запис у гостьовій книзі, схожа на один момент із стрічки з Патріком Бейтменом, якого грає Крістіан Бейл.